# Jonas Mačiulis
Jonas Mačiulis (nascut el 10 de febrer de 1985) és un jugador de bàsquet professional lituà que juga per l'AEK Atenes BC de l'A1 Ethniki. Juga també amb la selecció de bàsquet de Lituània. Fa 1.98 m d'alçada. i juga com a escorta.